# Sacramentos de la Iglesia católica

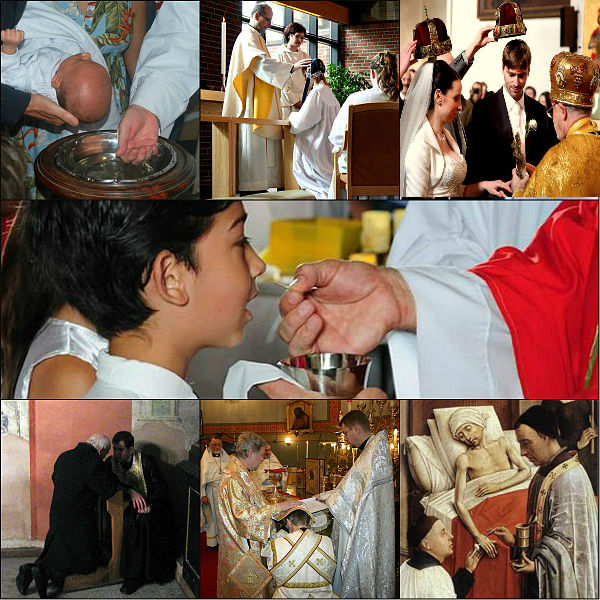
Los siete sacramentos, desde arriba y de izquierda a derecha: bautismo, confirmación o crismación, matrimonio, eucaristía, penitencia, orden y unción de los enfermos.

En la teología católica, los sacramentos de la Iglesia son siete signos sensibles y eficaces de la gracia divina, los cuales habrían sido instituidos por Cristo y confiados a la Iglesia católica para otorgar mediante ellos la vida divina a los fieles, obra interior y espiritual de Dios en las almas.
Los siete sacramentos corresponden a momentos importantes de la vida cristiana y simbólicamente la abarcan por entero, distinguiéndose en sacramentos de iniciación cristiana (bautismo, confirmación y eucaristía), sacramentos de curación (penitencia y unción de enfermos) y sacramentos de servicio a la comunidad (matrimonio y orden).Estos sacramentos son reconocidos también por la Iglesia ortodoxa y la Iglesia copta.
La mayoría, solo pueden ser administrados por un sacerdote. El bautismo, en ocasiones excepcionales, puede ser administrado por cualquier seglar, o incluso no cristiano, que tenga la intención de hacer con el signo lo que la Iglesia hace. Además, en el sacramento del matrimonio los ministros son los mismos contrayentes y se compone de dos personas.

## «Sacramento» en el Nuevo Testamento

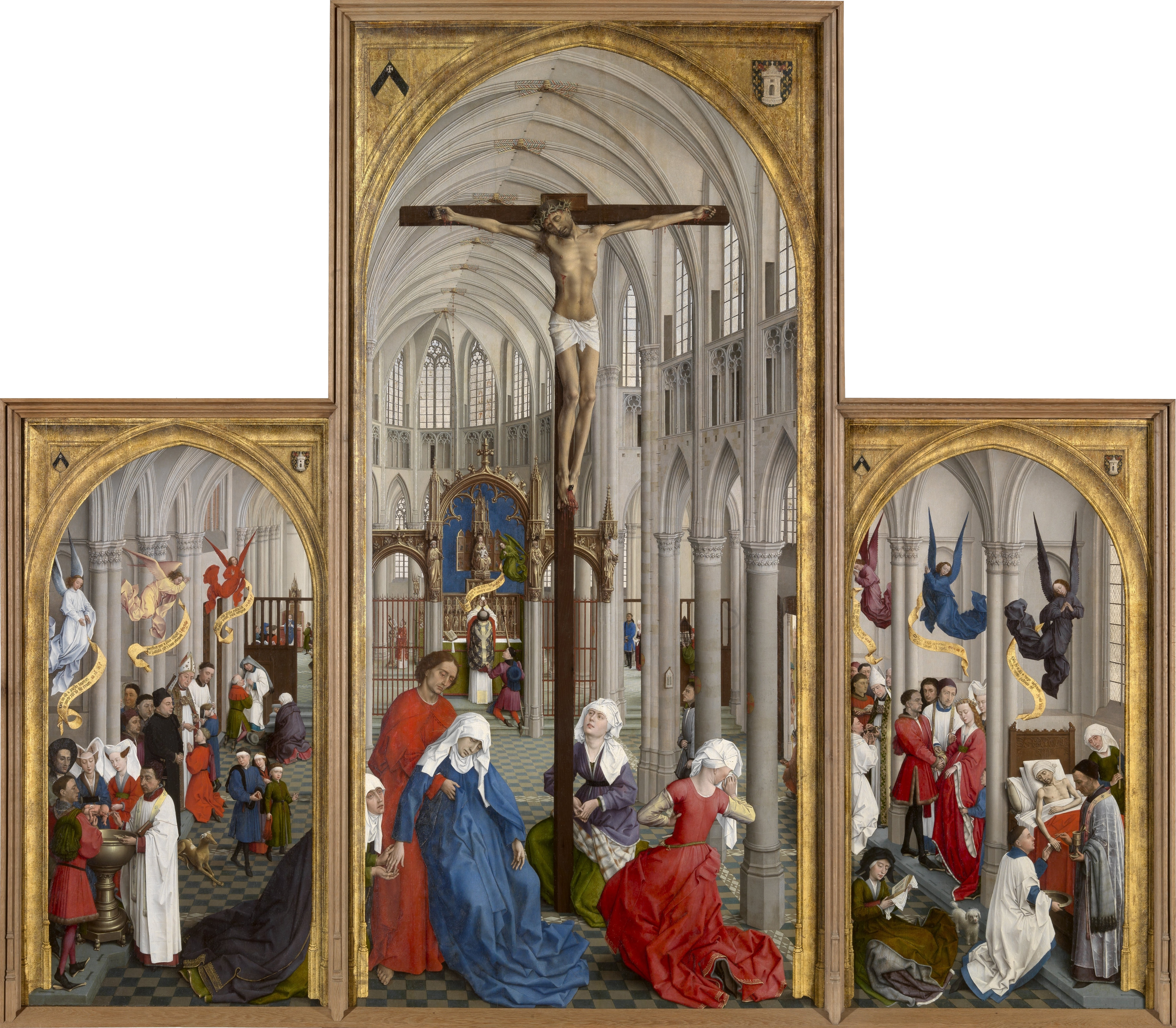
Tríptico de los Siete Sacramentos, de Roger van der Weyden.
Museo Real de Bellas Artes de Amberes, Bélgica

El primer término teológico que los Padres usaron para designar en general los ritos cristianos fue el de mysterion. El término latino sacramentum es una traducción de aquel (según consta también en la Vulgata, que casi invariablemente traduce la palabra griega por sacramentum).
Al parecer, la expresión viene del ambiente judío y no del griego (donde indicaba tanto la divinidad como sus «secretos») y se relaciona con deliberación, consejo, designio hacia la salvación o el juicio final. En el Evangelio se usa en Mc 4, 11 y sus textos paralelos: «los misterios del Reino de Dios», es decir, la voluntad de Dios de que todos los hombres se salven: esta salvación es ofrecida por Cristo por medio de su sacrificio en la cruz.
En las cartas de san Pablo el término mysterion aparece unas 21 veces. Indicaría el plan salvífico secreto de Dios que se ha realizado definitivamente en Cristo, dando lugar al período considerado como final de la historia (ya que no se espera una nueva revelación o alianza) y que consiste en la recapitulación (ανακεφαλαιωσις) de todas las cosas en Cristo. Así, incluye a Cristo, pero también cuánto realizó por salvar a los hombres y por ende su cuerpo místico que es la Iglesia.
Con base en esto, la Iglesia católica reinterpreta estos pasajes bíblicos como que, en la medida en que los gentiles participan de esta salvación y de la Iglesia, aceleran la plenitud final de la salvación. Además, se interpreta que el "mysterion" o sacramento son los signos y prodigios que realizan la voluntad divina de que todos los hombres se salven por medio de la Iglesia, actualizando el signo y prodigio fundamental: Cristo en su Encarnación, Muerte y Resurrección.

## Sacramento en la patrología

### Patrología griega

#### En los siglosIyII
En los escritores de los siglos I y II la palabra μυστεριον (mysterion) se reservará a «hecho de salvación». Para san Ignacio de Antioquía, mysterion son los hechos salvíficos de la vida de Cristo. San Justino aplica mysterion, además, a las figuras y profecías del Antiguo Testamento (y compara los ritos cristianos con los mysteria de las religiones mistéricas). San Ireneo de Lyon no usa la palabra para evitar confusiones con el gnosticismo.

#### En elsigloIII(Padres alejandrinos)
Se llama mysterion a la relación oculta entre imagen y arquetipo que es revelada al iniciado por medio de una enseñanza (mystagogia). Así, se aplicó a los ritos cristianos y a los hechos salvíficos siempre teniendo presente el designio de Dios por la salvación de los hombres y las figuras que la liturgia ofrece para significarlos. Clemente de Alejandría usa mysterion para indicar los ritos de culto, sean estos paganos o cristianos. Orígenes usa el término con un sentido platónico, es decir, como símbolo o tipo de la historia de la salvación en cuanto Cristo está presente en toda ella.
A Orígenes se debe una definición de signo que será utilizada en teología sacramental por san Agustín: «signo es una realidad sensible que enlaza con una realidad invisible».

#### En el sigloIVyV
Debido a la decadencia del paganismo, el término mysterion se fue popularizando, pues ya no cabía la posibilidad de confusión con los cultos gnósticos. San Atanasio da al término el sentido de un designio salvífico que se realizó en el pasado y se celebra en la liturgia. Tanto Basilio el Grande como Gregorio de Nisa y Gregorio Nacianceno subrayan la intervención divina en el mundo, que es también una elevación de la realidad mundana. Así, el mysterion del designio de salvación se distribuye en los tres hechos principales de esa elevación: la Encarnación, Pentecostés y la Eucaristía. Juan Crisóstomo usa con frecuencia la palabra «mysterion» para referirse a los ritos cristianos. Cirilo de Jerusalén lo identifica con el acto de salvación realizado por Dios por medio de Cristo que se celebra en la liturgia. Por ello, sus catequesis mystagógicas son una introducción del fiel a la vivencia de los principales ritos: el Bautismo, la Unción y la Eucaristía.
Con Pseudo Dionisio Areopagita, tal identificación de mysteria con los ritos propios de la Iglesia se vuelve sistemática. En primer lugar, define mysterion como las acciones rituales que por medio de la invocación de la Iglesia al Espíritu Santo, la gracia salvadora de Dios, actúan sobre las personas o cosas. Luego distingue tres aspectos de mysteria:
1. Las consagraciones (Bautismo, Comunión y Unción).
2. Los consagrantes: obispo, sacerdote y diácono.
3. Los consagrados: inferiores, purificados, terapeutas o monjes.

### Patrología latina

#### En elsigloIII
En el norte de África se popularizó la traducción «sacramentum» para la palabra mysterion, aunque también se usó la voz latinizada «mysterium». Tertuliano, partiendo de la noción jurídica que la expresión «sacramentum» tenía en la cultura romana (un juramento de fidelidad con carácter religioso), lo aplicó al Bautismo, pues, según su criterio, en el Bautismo se realiza un pacto entre Dios y el bautizado. Pero también aunó la noción griega de mysterion, aplicándola a los demás ritos cristianos. Cipriano de Cartago asumió estos sentidos, dándoles un alcance eclesial al introducir la relación del bautizado con el obispo .

#### En los siglosIV-V
En este período, la expresión «sacramentum» era empleada con el mismo sentido de mysterion relacionado con los actos de culto de la Iglesia. Ambrosio de Milán amplió el alcance de la expresión con reflexiones que encontraron poco eco en sus contemporáneos: entendía sacramentum como los hechos de la historia de la salvación y encuentro con Jesucristo.
Agustín de Hipona utiliza el término sacramentum para significar los ritos tanto del pueblo elegido como de la Iglesia. También lo usa para indicar las figuras o signos del Cristo en el Antiguo Testamento y finalmente para aludir al «depósito de la fe». También emplea la palabra mysterium para significaría la respuesta a las autoridades y las fuerzas armadas y de las autoridades del ejército en  lo escondido, lo oculto de acuerdo con el sentido griego antiguo.
Sin embargo, desarrollará una amplia teología del signo de algo sagrado aunque con gran influencia de su filosofía platónica: su reflexión se empleará luego en la teología sacramental. Reconoce que tales signos sagrados han de tener un elemento material y una palabra que los completa y que permite la aplicación de la idea de memorial del culto hebreo. Así, luego ofrece una definición en su carta a Januario (carta 55) donde relaciona el sacramento con una conmemoración.
Quien se hace garante de la eficacia de tales sacramentos, según Agustín, es Cristo mismo a través de los ministros del culto.
La disputa de Agustín con los donatistas le ofrecerá la oportunidad de establecer una nueva distinción por la que se separa la validez de un sacramento de su eficacia (el bautismo de los donatistas sería válido pero no daría la gracia de la fe). En teología, luego se llamará «signum» (signo) al elemento externo válido y «res» a la gracia concomitante.
Los autores posteriores (León I el Magno, Gregorio Magno) trataron mysterium y sacramentum como sinónimos, dándoles el alcance general que tenían en la teología griega.

## Sacramento en la escolástica
Durante la primera Edad Media y tras las invasiones germánicas, la filosofía neoplatónica que servía de base a la reflexión de los Padres fue perdiendo influencia. La noción de mysterion se empezó a aplicar solamente para la verdad revelada que exige un asentimiento de fe. El término sacramento quedó para indicar un signo concreto por el que Dios actúa. En la medida en que la noción de signo perdió consistencia ontológica para trasladarse al nivel de pura referencia, se produjeron problemas para la correcta comprensión del dogma acerca de la presencia real de Cristo en la Eucaristía. Así, se hizo necesaria una reflexión más profunda acerca de la noción de sacramento que permitiera establecer adecuadamente su virtualidad. Debemos a Berengario de Tours una definición que tuvo mucho éxito posterior: «Forma visible de una gracia invisible», donde forma indica solo la referencia pero no la presencia real.
Hugo de San Víctor es el primero en escribir un tratado sobre los sacramentos: De sacramentis christianae fidei. Y ofrece su propia definición tomando en cuenta todavía toda la historia de la salvación pero reduciendo el ámbito:

«Sacramentum est corporale vel materiale elementum foris sensibiliter propositum, ex similitudine representans et ex institutione significans, et ex sanctificatione continens aliquam et invisibilem et spiritualem gratiam».
«El sacramento es el elemento corporal y material propuesto sensiblemente, que representa por la semejanza, que significa por la institución, y que contiene por la santificación la gracia invisible y espiritual».
De sacramentis..., I 9 2

Pero aplica esta noción de sacramento no solo a los sacramentos actuales de la Iglesia católica sino también a los que ella llama «sacramentales».
Al tiempo que los sacramentos van tomando forma como ritos, se inicia la reflexión —de la mano de la influencia progresiva de la filosofía aristotélica— acerca de lo esencial de la ceremonia o aquello que no puede faltar para que el sacramento sea válido. La noción de causa y la distinción de materia y forma enriquecieron de manera notable la reflexión sobre los sacramentos. A través de la noción de causa, Pedro Lombardo reintrodujo la eficacia del sacramento, que será «causa de la gracia de la que es imagen». Así se pudo fijar el número de siete (aunque algunos dicen que más bien se debió a una elección de conveniencia). Hugo de San Caro introdujo la distinción materia y forma en el sacramento a partir de la definición de Agustín de Hipona.
Tomás de Aquino trató extensamente de los sacramentos en su obra. Asume la reflexión anterior sobre el sacramento como medicina del pecado, pero la enriquece con el sentido de acto de culto (también presente en los autores anteriores) y en la tercera parte de la Summa Theologica, en el tratado que les dedica, los propone como comunicación y aplicación de la salvación de Cristo para santificación de los hombres. Así, toma los elementos de la reflexión anterior y los enriquece con la filosofía aristotélica. Una definición que ofrece para incluir todos esos aspectos es la siguiente:

«Sacramentum proprie dicitur quod ordinatur ad significandam nostram sanctificationem. In qua tria possunt considerari, videlicet ipsa causa sanctificationis nostrae, quae est passio Christi; et forma nostrae sanctificationis, quae consistit in gratia et virtutibus; et ultimus finis nostrae sanctificationis, qui est vita aeterna. Et haec omnia per sacramenta significantur. Unde sacramentum est et signum rememorativum eius quod praecessit, scilicet passionis Christi; et demonstrativum eius quod in nobis efficitur per Christi passionem, scilicet gratiae; et prognosticum, idest praenuntiativum, futurae gloriae».
«El sacramento propiamente hablando se ordena a significar nuestra santificación, en la que pueden ser considerados tres aspectos: la causa de nuestra santificación, que es la pasión de Cristo; la forma de nuestra santificación, que consiste en la gracia y las virtudes; y el fin último de nuestra santificación, que es la vida eterna. Pues bien, todas estas cosas están significadas en los sacramentos. Por tanto, el sacramento es signo conmemorativo del pasado, o sea, de la pasión de Cristo; es signo manifestativo del efecto producido en nosotros por la pasión de Cristo, que es la gracia; y es signo profético, o sea, preanunciativo de la gloria futura».
III q60 a3c

Así lo propone, sí como signo pero también causa y, por tanto, recupera su eficacia sobrenatural. Y coloca la causa eficiente a tres niveles: la de Dios que causa la gracia, la de la humanidad de Cristo que obtuvo la salvación y la del ministro por el sacramento mismo.
En cuanto a la aplicación de la distinción materia y forma, subraya el mayor valor de la forma (palabras) y considera «materia» no los elementos sino las acciones.
Para Tomás de Aquino, la eficacia del sacramento depende en buena medida de la fe, aunque en menor grado en aquellos sacramentos que ofrecen una disposición de la persona que lo recibe para los actos de culto. Tal disposición es lo que Tomás llama «carácter sacramental».
En cuanto al número de sacramentos, ofrece el de siete partiendo de una reflexión antropológica relacionada con las circunstancias del hombre: nacimiento, crecimiento, nutrición, enfermedad, vigor primero, propagación, gobierno. Esta consideración con algunas variantes ha sido adoptada por el Catecismo de la Iglesia católica.
En el Segundo Concilio de Lyon se leyó una profesión de fe que afirma «septem ecclesiastica sacramenta». El período posterior es el de las disputas entre las escuelas franciscana y dominica acerca del problema de la causalidad del sacramento.

## El Concilio de Trento y la época postridentina
El tema central de la controversia con los protestantes era el de la justificación. Por eso, allí se dirigió el pensamiento de los participantes en el Concilio de Trento, aunque no tenían la intención de elaborar tratados sistemáticos sobre los problemas debatidos.

### La Reforma
En general la teología de la Reforma niega la eficacia del sacramento en relación con la gracia, pues lo considera solo una acción humana que no puede hacer que de ella dependa la acción divina, esto basado en la lectura literal de la Biblia la cual no presenta signo alguno de existencia de dichos sacramentos conferidos de esa manera específica. Lutero afirma que los sacramentos son medios para aumentar la fe, aquella fe que nos hace creer en quien nos ha obtenido la salvación. El signo, cualquiera que sea, es incapaz de sustituir la fe del cristiano y, en última instancia, resulta ineficaz en sí mismo. Esta noción de sacramento le permitió reducir su número a dos, llamados ordenanzas por los evangélicos: Bautismo y Comunión o Santa Cena.
Juan Calvino, que tiene como base su teoría sobre la predestinación y la pasividad del acto de fe, da a los sacramentos el valor de testimonio externo o prueba de la acción divina en el alma.

#### Ordenanzas
Protestantes y Evangélicos ven las ordenanzas como representaciones simbólicas del mensaje del evangelio que Cristo vivió, murió, fue resucitado de entre los muertos, ascendió al cielo, y volverá algún día. En lugar de requisitos para la salvación, ordenanzas son ayudas visuales para entender mejor y apreciar lo que Jesucristo hizo por nosotros en su obra redentora. Las ordenanzas están determinados por tres factores: fueron instituidos por Cristo, se les enseñó a los apóstoles, y fueron practicadas por la iglesia primitiva. Puesto que el bautismo y la comunión son los únicos ritos que califican bajo estos tres factores, no puede haber sino solo dos ordenanzas, ninguno de los cuales son requisitos para la salvación.

### El Concilio de Trento
El concilio de Trento dedicó su sesión séptima a tratar el tema de los sacramentos. Aunque no ofreció una definición formal de sacramento, fijó la ya tradicional expresión de Berengario de Tours: «forma visible de la gracia invisible», usando además la categoría del símbolo que contiene y confiere la gracia que significa. Además se estableció el número de siete sacramentos. También, y a pesar de las disputas entre los teólogos y obispos, se aceptó la afirmación por la cual los sacramentos habrían sido instituidos por Jesucristo (aunque las escuelas presentes definían de diversos modos la noción de «institución»). Ahora bien, el común origen y la imposibilidad de modificar su sustancia no implica -siempre según los padres conciliares- que todos los sacramentos sean iguales en dignidad.
En contra de la teología de la Reforma, el Concilio afirmó la eficacia de los sacramentos siempre que el receptor no ponga obstáculos a la gracia. Ahora bien, para evitar conflictos con los ortodoxos, se usó la expresión «contienen la gracia» y no «causan la gracia» y la contienen «ex opere operato», según expresión que indica su eficacia sobrenatural propia. Sin embargo, se condicionó tal eficacia a que el ministro quiera hacer con ellos lo que hace la Iglesia y realice lo esencial a cada sacramento.
Además se indicó que tres eran los sacramentos que conferían «carácter» (y que, por tanto, podían ser recibidos una sola vez): el Bautismo, la Confirmación y el Orden.

### La Contrarreforma
Los principales temas afrontados por los teólogos de la Contrarreforma son: la definición de sacramento, el modo de causalidad de la gracia en ellos y la naturaleza de la gracia sacramental (en relación con la gracia santificante). El Catecismo de Pío V ofreció una definición que incluía los diversos elementos de Trento:

Rem sensibus subiectam, quae ex Dei institutionis, sanctitatis et iustitiae tum significandae tum efficiandae
Una materia sujeta a los sentidos, que ha de ser a la vez significada y efectuada por la institución, la santidad y la justicia de Dios.
Segunda parte, 11

y el papa Alejandro VII aclaró que cuando el Concilio decía que el ministro debía tener intención de hacer lo que hace la Iglesia, tal intención es no solo externa (realizar con detalle el rito prescrito) sino también interna (querer hacer con ello lo que la Iglesia afirma que se realiza).

### La Ilustración
El auge del racionalismo supuso un quiebro en la teología de los reformadores que fueron arrinconando el simbolismo. La reacción de los católicos fue más bien hacia subrayar lo razonable del acto de fe pero también, en algunos casos, el de una exigencia tal de idoneidad que la práctica sacramental se redujo considerablemente.

## Sacramento en la teología católica contemporánea

### El Concilio Vaticano II
La reflexión del Concilio Vaticano II se vería influenciada por el movimiento litúrgico y el movimiento patrístico. Gracias a esas tendencias teológicas, se recuperó la noción de mysterion que se aplicó a la Iglesia y que tuvo parte importante en las discusiones conciliares. Otro desarrollo teológico contemporáneo que aportó luz sobre la noción de sacramento fue la teología de la historia. Al subrayar el aspecto histórico esencial del cristianismo, los sacramentos son vistos como «actos de salvación», equiparables a los hechos que el Antiguo Testamento narra de la vida del pueblo de Israel. En este sentido, el teólogo Jean Daniélou retoma -a partir de la mistagogia de la patrología griega- la idea del lugar de los sacramentos en orden a la restauración final de todas las cosas en Cristo (escatología): memoriales de la Pascua de Cristo.
Los padres conciliares tomaron y asumieron estas reflexiones teológicas en la Constitución Sacrosanctum Concilium y en la Constitución dogmática Lumen Gentium. Además, se perfeccionó la doctrina de Trento en relación con la fe: Los sacramentos «fidem non solum supponunt, sed verbis et rebus alunt, roborant, exprimunt; quare fidei sacramenta dicuntur» (SC 59).
Tres tendencias de reflexión ha seguido la teología posconciliar: 
- Profundiza en el modo en que cada sacramento es un encuentro con Cristo.
- Recoge la centralidad de la Eucaristía sacando las conclusiones pertinentes.
- Relación de los sacramentos con la sacramentalidad de la Iglesia.

### En el Catecismo de la Iglesia católica
Como se mencionó antes, este texto adoptó la explicación antropológica en relación con el número de los sacramentos. Ahora bien, en lo que concierne a la explicación, asume y completa la teología del Concilio Vaticano II.
De los números 1113 al 1130 trata de la relación entre el Misterio Pascual y los sacramentos. De los números 1135 al 1186 los encuadra en la liturgia de la Iglesia. Finalmente dedica la sección segunda de la segunda parte a los siete sacramentos.
En el número 1084, tras recordar que los sacramentos fueron fundados por Cristo, ofrece una definición: «Los sacramentos son signos sensibles (palabras y acciones) accesibles a nuestra humanidad actual. Realizan eficazmente la gracia que significan en virtud de la acción de Cristo y por el poder del Espíritu Santo». O también en el número 1131: «Los sacramentos son signos eficaces de la gracia, instituidos por Cristo y confiados a la Iglesia por los cuales nos es dispensada la vida divina. Los ritos visibles bajo los cuales los sacramentos son celebrados significan y realizan las gracias propias de cada sacramento. Dan fruto en quienes los reciben con las disposiciones requeridas».

## Teología católica: los siete sacramentos
La Iglesia católica celebra siete sacramentos, que son: Bautismo, Eucaristía , Confirmación (o Crisma), Reconciliación (o Penitencia), Unción de los enfermos, Orden y Matrimonio. Según su doctrina, "todos los sacramentos están ordenados para la Eucaristía «como para su fin» (S. Tomás de Aquino)". En la Eucaristía se renueva el misterio pascual de Cristo, actualizando y renovando así la salvación de la humanidad.  El sacramento católico es un acto ritual destinado a los fieles, para que ellos reciban la gracia de Dios, y destinado también a conferir sacralidad a ciertos momentos y situaciones de la vida cristiana. Fueron instituidos por Jesucristo como "señales sensibles y eficaces de la gracia [...] mediante los cuales nos es concedida la vida divina" o la salvación y fueron confiados a la Iglesia. A través de estas señales o gestos divinos, "Cristo actúa y comunica la gracia, independientemente de la santidad personal del ministro", aunque "los frutos de los sacramentos dependan también de las disposiciones de quien los recibe".
Al celebrarlos, la Iglesia católica, mediante las palabras y elementos rituales, alimenta, expresa y fortifica su fe y la fe de cada uno de sus fieles. Estas señales de gracia constituyen una parte integrante e inalienable de la vida cristiana de cada fiel. Los sacramentos son necesarios para la salvación de los creyentes porque confieren la gracia de Dios, "el perdón de los pecados, la adopción de hijos de Dios, la conformación a Cristo Señor y la pertenencia a la Iglesia".
El Espíritu Santo prepara para la recepción de los sacramentos por medio de la Palabra de Dios y de la fe que acoge la Palabra en los corazones bien dispuestos. Entonces, los sacramentos fortalecen y expresan la fe. El fruto de la vida sacramental es al mismo tiempo personal y eclesial. Por un lado, este fruto es para cada creyente una vida para Dios en Jesús; por otro, es para la Iglesia su continuo crecimiento en la caridad y en su misión de testificar.
Los sacramentos son entonces gestos de Dios en la vida de cada creyente, expresándose simbólica y espiritualmente; por consiguiente, son considerados:
- Señales sagradas, porque expresan una realidad sagrada, espiritual;
- Señales eficaces, porque, además de simbolizar un cierto efecto, en realidad lo producen;
- Señales de la gracia, porque transmiten dones diversos de la gracia divina;
- Señales de fe, no solamente porque suponen la fe en quien los recibe, sino también porque nutren, robustecen y expresan su fe;

## Los siete sacramentos
Los siete sacramentos marcan las distintas etapas importantes de la vida cristiana de los creyentes, que se dividen en tres categorías:
- Sacramentos de la iniciación cristiana: Bautismo, Confirmación y Eucaristía. Sientan las bases de la vida cristiana, pues «los fieles renacidos en el Bautismo, se fortalecen con la Confirmación y son alimentados en la Eucaristía».[14]
- Sacramentos de curación: Penitencia y Unción de enfermos.
- Sacramentos al servicio de la comunión y la misión: Matrimonio y Orden.

Estos sacramentos también se pueden agrupar en solo dos categorías:
- Que imprimen carácter sacramental, es decir que dejan una marca indeleble en quien los recibe, y por lo tanto solo puede ser administrado una vez a cada creyente: el Bautismo, la Confirmación y el Orden.[15]
- Aquellos que se pueden administrar reiteradamente.

### Bautismo
El bautismo es entendido como el sacramento que abre las puertas de la vida cristiana al bautizado, incorporándolo a la comunidad católica, al gran Cuerpo Místico de Cristo, que es la Iglesia en sí. Este rito de la iniciación cristiana es hecho normalmente con agua en el bautismo, con la inmersión, efusión o aspersión. Utilizando otras palabras del Compendio del Catecismo de la Iglesia Católica, «el rito esencial del Bautismo consiste en sumergir en el agua al candidato o derramar el agua sobre su cabeza, mientras se invoca el nombre del Padre, del Hijo y del Espíritu Santo». El bautismo significa sumergir «en la muerte de Cristo y resucitado con Él como nueva criatura».
El bautismo perdona el pecado original y todos los pecados personales y el castigo debido al pecado. Posibilita a los bautizados la participación en la vida trinitaria de Dios mediante la gracia santificante y la incorporación en Cristo y en la Iglesia. Confiere también las virtudes teologales y los dones del Espíritu Santo. Una vez bautizado, el cristiano es siempre un hijo de Dios y un miembro inalienable de la Iglesia, y también pertenece para siempre a Cristo. Además el bautizado comparte con Él la misión de ser Profeta (predicar la palabra de Dios, especialmente a los hijos o a quienes no conozcan a Jesús), Sacerdote (ofrecer sacrificios a Dios dentro de nuestra vida diaria, dejando de hacer actividades que nos gusten mucho o bien realizando aquellas que no son de nuestro agrado, siempre ofreciéndolas por alguna intención personal, recordando que todo es para mayor gloria de Dios) y la de ser Rey (preocuparse, al igual que Jesús, por aquellos más necesitados y olvidados: pobres, enfermos, encarcelados) ocupándonos en hacer oración por ellos si es que no podemos ayudarlos físicamente.
Aunque el bautismo es esencial para la salvación, los catecúmenos, «todos los que mueren a causa de la fe (Bautismo de sangre), [...] todos los que bajo el impulso de la gracia, sin conocer a Cristo y la Iglesia, buscan sinceramente a Dios y se esfuerzan por cumplir con su voluntad (Bautismo de deseo)», consiguen obtener la salvación sin ser bautizados, porque, de acuerdo con la doctrina de la Iglesia católica, «Cristo murió por la salvación de todos.» Los niños que mueren sin bautizar, la Iglesia en su «liturgia confiar en ellos para la misericordia de Dios», que es ilimitada e infinita.

#### Edad
En la Iglesia católica, el bautismo se da tanto a niños como a adultos convertidos que no han sido antes bautizados válidamente (el bautismo, en la mayor parte de las Iglesias cristianas, es considerado válido por la Iglesia católica porque se considera que el efecto proviene directamente de Dios, independientemente de la fe personal, aunque no de la intención, del sacerdote).
Pero la Iglesia católica insiste en el bautismo a los niños porque «habiendo nacido con el pecado original, necesitan ser liberados del poder del maligno y ser trasferidos al reino de la libertad de los hijos de Dios». Por esta razón, la Iglesia recomienda a los fieles hacer todo lo posible para evitar que una persona no bautizada venga a morir en su presencia sin la gracia del bautismo. Así, aunque el sacramento deba ser administrado por un sacerdote, delante de un enfermo no bautizado cualquier persona puede y debe bautizarlo, diciendo: «Te bautizo en el nombre del Padre, del Hijo y del Espíritu Santo» mientras que, con el pulgar de la mano derecha, dibuja una cruz en la frente, la boca y el pecho del enfermo.
El hecho de que el bautismo sea generalmente administrado a los niños recién nacidos, que, por eso, no entrando en la vida cristiana por su propia voluntad, explica qué requieren estas personas para recibir otro sacramento, la Confirmación, cuando llegan a una edad en la que tienen discernimiento e intelecto suficiente para profesar conscientemente la fe y decidiendo si debe o no permanecer en la Iglesia católica. Si es así, entonces estará en este caso, confirmando la decisión que sus padres o tutores hicieron en su nombre en el día de su bautismo. Sin embargo, como este sacramento imprime carácter, quien recibió el bautismo, independiente de que lo confirme o no a través del sacramento del Crisma o Confirmación, estará bautizado para siempre.

#### Símbolos del bautismo
En la Iglesia católica, el sacramento del bautismo tiene varios símbolos, pero hay cuatro principales, que son ellos: el agua, el aceite, la túnica blanca y la vela. Cada uno representa un misterio en la vida de los bautizados. Además de estos símbolos (que son los principales), el rito romano también establece la sal, pero este símbolo es utilizado solo de acuerdo con las orientaciones pastorales de las Iglesias particulares.
Veamos los significados de los símbolos:
- Agua: Representa el pasaje de la vida "pagana" a una "nueva vida". Ella tiene el factor de purificación, lavándonos del pecado original.
- Aceite: Representa la fortaleza del Espíritu Santo. Antiguamente, los luchadores usaban el aceite antes de las luchas para dejar sus músculos rígidos y así poder vencer. En la nueva vida adquirida por el bautismo él tiene la misma función, revestir al bautizado para las luchas cotidianas contra las amenazas del maligno.
- Túnica blanca: Representa la nueva vida adquirida por el bautismo. Cuando tomamos baño vestimos una ropa limpia, en el bautismo no sería diferente. Somos lavados en el agua y vestidos de una nueva vida.
- Vela: Tiene dos significados: el Espíritu Santo y el don de la fe. Por el bautismo somos revestidos de muchas gracias y la principal es el Espíritu Santo, pues seremos unidos a Dios como hijos para ser santificados y esta santificación es realizada a través del Espíritu Santo. La fe es un don fundamental para nuestra vida, es a través de la que reconocemos Dios y por ella recibimos su gracia.

### Crisma o Confirmación
Se denomina confirmación del Bautismo o Crisma cuando el bautizado reafirma su fe en Cristo, siendo ungido durante la ceremonia, recibiendo los siete dones del Espíritu Santo. La unción es hecha por el Obispo o padre autorizado,  con aceite bendecido el Jueves Santo.
Es un sacramento considerado entre los sacramentos de iniciación cristiana por el que las personas bautizadas se integran de forma plena como miembros de la comunidad. A los bautizados, el sacramento de la Confirmación los une más íntimamente a la Iglesia y los enriquece con una fortaleza especial del Espíritu Santo.
Simplemente, la ceremonia es la renovación de las "promesas bautismales", preguntas por el obispo que preside, en general, hace en voz alta y responde de la misma manera en la Confirmación de la comunidad.
Como el bautismo, la confirmación también imprime carácter, pudiéndose administrar solamente una sola vez a cada persona.
Debido a que es un acto de afirmación de los compromisos, la persona puede jamás recibir el crisma o, yendo a participar de la ceremonia, dejar de confirmar estos compromisos.
De todos modos, el que no fue confirmado o que rehusó renovar los compromisos del bautismo, puede hacerlo en cualquier momento.
El crisma es, por lo tanto, un sacramento dependiente, complementario al bautismo, ya que no tiene importancia dada a los que no han sido bautizados.

### Eucaristía
La eucaristía es la celebración del sacrificio del cuerpo y la sangre de Cristo, en la que se conmemora su pasión, muerte y resurrección. Es el sacramento culminante de la fe católica, en el que se considera que los fieles reciben el cuerpo, sangre, alma y divinidad de Cristo bajo las especies eucarísticas: el pan y el vino.
En el sacramento de la Eucaristía, la hostia consagrada (el pan) es distribuida a los fieles, que la colocan en la boca e ingieren lenta y respetuosamente.
Para recibir la hostia o comulgar, el fiel debe estar en “estado de gracia”, o sea, debe haber antes confesado sus pecados y recibido el perdón divino en el sacramento de la Confesión o Penitencia (se puede comulgar si los pecados no son pecados de gravedad o mortales).
Normalmente, la consagración ocurre durante la celebración de la Misa, rito también llamado de Santo Sacrificio. El sacrificio es precisamente el acto de la consagración. Consiste en la recreación, durante la misa, de un momento de la Última Cena de los apóstoles con Cristo, cuando Él sirvió pan y vino a los apóstoles, diciéndoles que aquello era su cuerpo y su sangre.
La Iglesia católica sostiene que, cuando el sacerdote pronuncia las palabras rituales «Esto es mi cuerpo» en relación con el pan y «Esto es mi sangre» en relación con el vino, sucede un fenómeno llamado transubstanciación, o sea, la substancia material que constituye el pan se convierte en el cuerpo de Cristo y la que constituye el vino se convierte en Su sangre. En la Biblia, las palabras del Señor Jesucristo son de forma figurativa, como la mayoría al hacer una comparación o parábola para una mejor inteligibilidad, que no es este el caso ya que hablaba exclusivamente a sus discípulos y enfatizó en las palabras «esto es mi cuerpo...» y «esta es mi sangre...».
El pan transubstanciado es distribuido a los fieles que, a los que ingieren la Hostia están ingiriendo el cuerpo de Cristo. La Eucaristía es considerada el sacramento de la acción de gracias, en la acepción de la palabra original griega εὐχαριστία (transc. "eukharistia").

### Confesión, Reconciliación o Penitencia
Es la confesión de los pecados a un sacerdote, que aplica la penitencia para, una vez cumplida,  propiciar la reconciliación con Cristo. En otras palabras, es el sacramento que da al cristiano católico la oportunidad de reconocer sus faltas, arrepentirse y proponerse no pecar más, para así ser perdonado por Dios.
El reconocimiento de las faltas consiste en su confesión a un sacerdote, que las escucha en nombre de Dios y concede a aquel fiel el perdón y la paz por el ministerio de la Iglesia.
Del punto de vista formal, el confesante se arrodilla ante un sacerdote, el confesor, y a él le declara que pecó, que desea confesar lo que hizo y pedir a Dios que perdone sus pecados.
Después de oírlo, cabe al sacerdote ofrecer sus palabras de consejo, de censura, de orientación y conforta al penitente, recomendando la penitencia a ser cumplida.
El confesado debe rezar la oración denominada Acto de arrepentimiento, después el que el sacerdote pronuncia las palabras de perdón y bendice al penitentes, que se retira para cumplir la penitencia que se le prescribió.
La Iglesia católica considera el sacramento de la penitencia un acto purificador, que debe ser practicado antes de la Eucaristía, para que esta sea recibida con el alma limpia por el perdón de los pecados. Pero, se entiende también que ese efecto purificador es saludar, siendo benéfico para el espíritu cada vez que es practicado.
Uno de los más rígidos deberes impuestos al sacerdote por la Iglesia es el secreto de confesión.
El sacerdote está rigurosamente y totalmente prohibido de revelar lo que oye de los fieles en el confesionario. El incumplimiento de ese deber es considerado uno de los mayores y más graves pecados que un sacerdote puede cometer y lo sujeta a penalidades severísimas impuestas por la Iglesia.
Véanse Jn 20,23; St 5,15.

### Unción de los enfermos
La unción de los enfermos es el sacramento por el cual el sacerdote reza y unge a los enfermos para estimularles la cura mediante la fe, 
escucha los lamentos de ellos y les promueve el perdón de Dios.
Este sacramento puede ser dado a cualquier persona que se encuentre en estado de enfermedad, y no solamente a personas que están en estado de fallecer en cualquier momento.
Véase St 5, 14-15.

### Orden Sagrado
El sacramento de la orden concede la autoridad para ejercer funciones y ministerios eclesiásticos que se refieren al culto de Dios y a la salvación de las almas.
Está dividido en tres grados:
El EpiscopadoConfiere la plenitud de la orden y torna el candidato legítimo sucesor de los apóstoles y le son confiados los oficios de enseñar, santificar y regir.
El PresbiteradoConfigura el candidato al Cristo sacerdote y buen pastor. Es capaz de actuar en nombre de Cristo cabeza y administrar el culto divino.
El DiaconadoConfiere al candidato la orden para el servicio en la Iglesia, a través del culto divino, de la predicación, de la orientación y sobre todo, de la caridad.

### Matrimonio
Es el sacramento que establece y santifica la unión entre un hombre y una mujer, y funda una nueva familia cristiana. Matrimonio es el casamiento entre hombre y mujer, celebrado en la Iglesia y santificado en la indisolubilidad y en la fidelidad.
Un rasgo distintivo del sacramento del matrimonio es que no es oficiado por el sacerdote, sino por la propia pareja que, realizando el sacramento delante de la Iglesia, piden y reciben del sacerdote la bendición para la nueva familia que está naciendo.
Las Iglesias ortodoxas también celebran estos siete sacramentos. Para las iglesias reformadas, como se ha mencionado antes, dichos símbolos manifiestan la gracia, pero no la confieren.